# Weingut Skoff Original
Das Weingut Skoff Original – Walter Skoff Wein GmbH, in Gamlitz (Eckberg) ist ein österreichisches Weingut im Weinbaugebiet Südsteiermark. Das Weingut wird in der vierten Generation geführt, seit 1984 von Walter Skoff.

## Lage und Produktion
Die 11 Lagen der Familie Skoff befinden sich auf insgesamt 70 Hektar in einem Umkreis von 15 Kilometer um das Weingut (Stand 2012). Die bekanntesten Lagen sind Hochsulz, Obegg, Kranachberg und Grassnitzberg. Der Großteil der Rebfläche, nämlich 92 Prozent, ist mit weißen Rebsorten bestockt, darunter vor allem Welschriesling, Gelber Muskateller und Sauvignon Blanc, aber auch Weißburgunder, Morillon und Grauburgunder werden angebaut. Dazu kommt etwas Zweigelt und, wenn es der Jahrgang zulässt, eine Trockenbeerenauslese.
Die wichtigste Rebsorte ist der Sauvignon Blanc, der 40 Prozent der Rebfläche einnimmt. Er wird in fünf verschiedenen Ausbaustufen produziert (abgesehen von Süßwein und Sekt) und hat Walter Skoff den Spitznamen „Mr. Sauvignon“ eingetragen.
Im Jahre 2009 wurde die Linie „Walter Skoff“ um die Premiumlinie „Skoff Original“ erweitert, die neben den klassischen Weinen auch sämtliche Lagenweine umfasst.